# Agabus moestus
Agabus moestus är en skalbaggsart som först beskrevs av Curtis 1835.  Agabus moestus ingår i släktet Agabus och familjen dykare. Enligt den finländska rödlistan är arten sårbar i Finland. Arten har ej påträffats i Sverige. Artens livsmiljö är bäckar. Inga underarter finns listade i Catalogue of Life.